# Zuidelijke Njuorameer
Het Zuidelijke Njuorameer, Zweeds: Vuolep Njuorajaure, Samisch: Vuolip Njuorajávri, is een meer in Zweden. Het meer ligt in de gemeente Kiruna ten noordwesten van het Torneträsk en ten zuidoosten van het Noordelijke Njuorameer.
Afwatering: meer Zuidelijke Njuorameer → Njuorarivier → Torneträsk → Torne → Botnische Golf